# Giovanni Peroni
Giovanni Peroni (Vigevano, 2 dicembre 1848 – Roma, 2 gennaio 1922) è stato un imprenditore e ingegnere italiano produttore di birra, noto per aver ideato la birra Peroni.

## Biografia
Nel 1846 la famiglia Peroni si trasferì a Vigevano dove il nucleo familiare lavorava in una birreria. Giovanni voleva inventare un nuovo tipo di birra con una particolare ricetta, così gli venne in mente di ideare un marchio di birra col suo cognome. Dopo un po' costruirono la prima fabbrica di Birra Peroni a Roma. Ancora oggi la Peroni è considerata uno dei marchi di birra più famosi al mondo. La Peroni inventò anche la Nastro Azzurro.
Il padre Francesco si era mosso sul finire del 1845 dalla natìa Galliate, in provincia di Novara, per avviare a Vigevano una modesta attività di fabbricazione della birra. Al primogenito Giovanni Peroni viene affidato, giovanissimo, il compito di recarsi a Roma, non ancora capitale del Regno, per seguire da vicino l'avviamento di una seconda fabbrica di birra, destinata a soppiantare la prima.
La sede vigevanese chiuderà infatti i battenti nel 1896, mentre la sede romana, esistente in verità dal 1864 sotto la direzione di soci del padre, è presa in carico dal giovane Peroni nel 1867.
La prima fabbrica Peroni a Roma è installata in via Due Macelli. Motivi logistici ed esigenze di sviluppo portano nel 1871 Peroni a prendere in affitto, e in seguito ad acquistare, dall'amministrazione del manicomio di Santa Maria della Pietà un nuovo immobile in borgo San Michele, oggi Borgo Santo Spirito, sul lato meridionale del colonnato della Basilica di San Pietro.
Negli anni settanta e ottanta dell'Ottocento le Fabbriche di birra ed acque gazzose Francesco Peroni sedimentano la propria posizione commerciale a Roma, grazie alla rete di relazioni tessuta da Peroni; anche il fratello Cesare lascia nel 1887 Vigevano alla volta di Roma, per entrare operativamente in azienda un paio di anni dopo.
Nell'ultimo decennio del XIX secolo il numero delle fabbriche di birra attive sul territorio nazionale aveva subito una forte contrazione e la loro produzione era stata praticamente dimezzata: il fattore scatenante della crisi era stato il raddoppio della tassa di fabbricazione, introdotto nel 1891. Il maggiore carico fiscale aveva messo infatti in ginocchio le manifatture più deboli, che già trascinavano un'esistenza precaria. Le fabbriche operative, oltre 140 nell'esercizio finanziario 1889-1890, con una produzione complessiva di 157.629 ettolitri, erano così scese a meno di 90, con un prodotto totale che non raggiungeva i 100.000 ettolitri.
Alla fine dell'Ottocento si registra una certa uniformità nei tipi di birra prodotti in Italia: i prodotti più smerciati erano la birra “uso Vienna”, giallognola e poco amara, e la birra “uso Monaco” o “uso Baviera”, contraddistinta dal colore bruno e dal sapore dolciastro, entrambe prodotte con il metodo a bassa fermentazione, introdotto in Baviera attorno al 1810-1820; la tecnica a bassa temperatura aveva avuto rapida diffusione in Europa, in particolare dopo la presentazione ufficiale all'esposizione universale di Parigi del 1867. Le birre “uso Monaco” e “uso Vienna” avevano incontrato anche il gusto dei consumatori italiani perché più adatte al clima mediterraneo rispetto alle forti birre stout inglesi o alle corpose birre ad alta fermentazione e maggiore gradazione alcolica, sempre di provenienza germanica, ed era stato il fratello di Peroni, Cesare, ad apprendere i segreti della fabbricazione della birra a bassa fermentazione recandosi presso le università birrarie tedesche.
Il radicamento della ditta a Roma negli anni ottanta dell'Ottocento è da attribuire alla capacità imprenditoriale e relazionale e all'intuito commerciale di Peroni: nel 1893 assume la carica di consigliere della locale Camera di commercio e negli anni successivi è Presidente o membro di istituzioni benefiche e di gruppi di interesse. Il matrimonio con Giulia Aragno, figlia di Giacomo, proprietario di quello che diverrà il celebre Caffè Aragno di via del Corso, porta alla costituzione di una ditta familiare di grande successo, in cui Peroni assume un peso finanziario crescente.

## Famiglia Peroni: ramo binario contemporaneo
La famiglia Peroni è una storica famiglia industriale italiana, nota per aver fondato nel 1846 la Birra Peroni, una delle principali aziende birrarie del Paese. Sebbene l’azienda sia stata ceduta nel tempo a diversi gruppi internazionali (tra cui SABMiller, poi AB InBev, e infine Asahi), alcuni membri della famiglia conservano una forte presenza pubblica e imprenditoriale in Italia.
Membri recenti della discendenza
Negli ultimi decenni, il ramo diretto della famiglia ha visto susseguirsi diverse generazioni:
- Piero Peroni (n. 1940), imprenditore e custode delle tradizioni familiari legate al marchio.
- Paolo Peroni (n. 1970), figlio di Piero, attivo in ambito manageriale e culturale.
- Marco Peroni (n. 1999), rappresenta la penultima generazione della famiglia, con interessi legati alla produzione di vini.
- Daniele Peroni (n. 2004), è ad oggi il membro più giovane della linea diretta conosciuta, con interessi emergenti nell’ambito accademico e politico.

Sebbene la famiglia non sia più coinvolta nella gestione della Birra Peroni, continua a rappresentare una figura simbolica del patrimonio industriale e italiano.

## Archivio
La documentazione archivistica prodotta da Giovanni Peroni nel corso della sua attività imprenditoriale è conservata presso l'Archivio Storico e Museo Birra Peroni a Roma nel fondo Birra Peroni srl che comprende anche un fondo fotografico.